# Джако Пасторіус
Джако Пасторіус (Жако) (англ. Jaco Pastorius, справжнє ім'я Джон Френсіс Пасторіус III, англ. John Francis Pastorius III; 1 грудня 1951, Норрістаун, Пенсільванія — 21 вересня 1987, Форт-Лодердейл, Флорида) — американський ф'южн- і джаз-роковий бас-гітарист, композитор. Один з найяскравіших музикантів-новаторів в сучасному джазі і джаз-року.

## Життя і творчість
До 1967 року Пасторіус грав в різних джазових колективах на барабанах. У 1967 році «з нуля» почав освоювати бас-гитару. Через 10 років Пасторіус вже був одним з найкращих музикантів в цьому амплуа. Він став грати і записуватися з такими грандами модерну-джазу, як Пат Метені, Кіт Джаррет, Тоні Вільямс та іншими. У 1976 вийшов дебютний альбом Пасторіуса «Jaco Pastorius», в якому Джако проявив себе як надзвичайний віртуоз. У цьому ж році Пасторіус був офіційно прийнятий до складу популярної джаз-рокової групи Weather Report, керованої Джо Завінулом (англ. Joe Zawinul). Саме унікальна виконавська і композиторська манера Пасторіуса, його нестримна експресія і поведінка під час концертів забезпечили групі світову славу. Музикант дивовижним і гармонійним чином сполучав у музиці колективу традиції ритм-н-блюзу, класичного джазу, фанка, панк-рока тощо, чому до нього не було аналогів. Всі ці експерименти залишилися в роботах колективу «Black Market» (1976), «Heavy Weather» (1977), «Mr. Gone» (1978), «8:30» (1979), «Night Passage» (1980).
У 1982 році Пасторіус вийшов зі складу Weather Report і почав виступати з власним колективом Word of Mouth (квінтет, потім секстет). В цей же час (до середини 1980-х рр.) стали різко загострюватися психологічні проблеми музиканта: він надовго тікав у себе, ставав нелюдимим і часто зривався, зловживаючи алкоголем і наркотиками. Періодично Пасторіус починав бродяче життя, ночував в парках на лавках, йшов на дрібні крадіжки і угони автомобілів. У 1986 Пасторіус потрапив до психіатричної лікарні, де музикантові поставили діагноз «маніакально-депресивний психоз».
21 вересня 1987-го Джако, який мав загострене відчуття несправедливості, і боровся з нею усе своє життя, після бійки з викидайлом одного з клубів Флориди помер від отриманих травм, не доживши до 36 років.
Унікальна виконавська майстерність Пасторіуса, його безпомилкове музичне чуття і композиторський талант, уміла робота з індивідуальним і колективним звуком, екстравагантна поведінка на сцені зробили музиканта однією з найвагоміших фігур у світі сучасної джаз- і рок-музики. Творчість Пасторіуса здійснила великий вплив на розвиток світової музичної культури.

## Дискографія
- Jaco [live] (Improvising, 1974)
- Jaco Pastorius (Epic/Legacy, 1976)
- The Birthday Concert [live] (Warner, 1981, разом з Тутсом Тілемансом)
- Word of Mouth (Warner, 1981)
- Invitation [live] (Warner, 1983)
- PDB (DIW, 1986)
- Live in Italy (Jazzpoint, 1986)
- Jazz Street (Timeless, 1986)
- Curtain Call [live] (Another Hit, 1986)
- Twins Live in Japan 1982 [2 CD] (WEA, 2000)
- Word of Mouth Revisited (Heads Up, 2003)
- Night Food [Japan] (2003)
- Punk Jazz — The Jaco Pastorius Anthology (2003, Warner/Rhino)
- Jaco Pastorius Big Band — The Word Is Out (2006)